# Diego Alexánder Ruiz
Diego Alexánder Ruiz Restrepo (Cali, 14 de marzo de 1990), apodado el «psicópata de Meiggs», es un asesino en serie colombiano. Es autor confirmado de 7 asesinatos ocurridos en el barrio Meiggs, en Santiago de Chile, entre marzo y noviembre de 2020. donde vivía como indocumentado desde 2013. Sin embargo, la Fiscalía Judicial de Chile le relaciona por el asesinato de otras 20 personas.
Según los informes psicológicos realizados, Ruiz presenta las características de un psicópata, además de padecer de otras conductas como impulsividad, manipulación y acting out. En 2023 fue condenado a una cadena perpetua calificada, la cual en Chile se puede apelar tras unos 40 años mínimos servidos.

## Antecedentes
La madre de Ruiz quedó embarazada a los 16 años y su pareja la abandonó; Diego Ruiz fue criado por sus abuelos maternos. Estudió en el colegio Carlos Holmes Trujillo, ubicado en la Comuna 15, Distrito de Aguablanca. Trabajó como mecánico de auto por 5 años, siendo su empleo más longevo.
Su madre emigró a Chile en 2010 y él la siguió, haciéndose pasar como turista para entrar al país 3 años más tarde. En este país tuvo varios trabajos, principalmente relacionados con la construcción civil. «A los 22 años, edad que tenía cuando viajó a Chile, Diego Alexander Ruiz Restrepo profesaba la fe cristiana, al igual que su familia, querida y apreciada por la comunidad del barrio donde vive, en Cali».
Tiene un hijo, Andy, nacido de una relación amorosa con una ecuatoriana en Chile. Desde 2015, vivió con su cuñado en un apartamento ubicado en la Alameda, en la comuna de Santiago. Su cuñado describió a Ruiz como un alcohólico, violento y abusador de su propia hermana, con quien estaba casado. En algún momento, apuñaló a su hermana, madre, abuelo y padrastro. Su hermana tiene una orden de alejamiento contra él.
Según los informes, era conocido por involucrarse constantemente en conflictos en el barrio donde vivía, como discusiones, llegando incluso a amenazar a los vecinos con un arma cuerpo a cuerpo. También ya tenía antecedentes policiales por robos, amenazas y uso de armas blancas, lo que le impidió obtener una visa de residencia permanente en Chile.
Fue detenido por carabineros de Chile el 9 de noviembre de 2020.

## Víctimas
Atacaba a personas sin hogar de ambos sexos. Según el psicólogo forense, Belisario Valbuena, eligió este perfil porque son «personas a las que no las extraña una familia... muchos de ellos no se pueden ni siquiera identificar». Algunas familias de las víctimas nunca fueron informadas por las instituciones de seguridad, y solamente supieron sobre la muerte de sus familiares a través de la prensa. Su fecha más sangrienta fue la noche del 8 de noviembre, atacó a 5 personas en 70 minutos, de las cuales 4 fallecieron.
Hasta ahora, las víctimas confirmadas han sido identificadas como:
- Víctor Olegario Allende Salas (72), asesinado el 7 de marzo de 2020. Tenía acusaciones de abuso sexual en contra de sus hijas y sufría de demencia senil. Durante la formalización de Diego Ruiz, fue reconocido como su primera víctima.[3][13]
- Carlos Andrés Rivas Angulo (35), asesinado el 1 de noviembre de 2020. Hombre de nacionalidad colombiana quien emigró a Chile en 2010. Tras una noche de beber con sus amigos, fue apuñalado unas 25 veces a la 1 de la madrugada por Ruiz.[14]
- Guido Hernán Gallardo Contreras (64), asesinado el 1 de noviembre de 2020. Se encontraba en situación de calle en el momento de su muerte. Poco se sabe de esta víctima, dado que nunca se casó, no tuvo hijos reconocidos, su acta de nacimiento no tiene el nombre completo de su madre, y su residencia electoral no le pertenecía.[3]
- Luis Marcelo Romero Jeria (49), asesinado el 8 de noviembre de 2020. Se encontraba en situación de calle dado a una adicción de neoprén.[15] Tenía hijos, pero ninguno de ellos fue avisado sobre su muerte por cualquiera institución.[3]
- Marcia Margot Tapia Loncón (57), asesinada el 8 de noviembre de 2020. A pesar de que tenía una residencia en Cerro Navia, decidió vivir en las calles de Estación Central por su propia cuenta. Tuvo dos hijos y sufría de alcoholismo y esquizofrenia.[3][16]
- Leónidas Vicente Panez Fierro (40), asesinado el 8 de noviembre de 2020. Su madre falleció cuando él tenía 8 años; él y sus dos hermanos se criaron en un orfanato.[17] Era un ex-Carabinero y vivía en una carpa en Estación Central.[3] Tenía una exesposa y tres hijos; su hijo Brandon se informó de la muerte de su padre a través de la prensa.[17]
- Rodrigo Alejandro Manino (32), asesinado el 8 de noviembre de 2020.[18] Era un inmigrante argentino, nacido en Mendoza a un padre italiano y madre argentina, quien llegó al país en 2016. Fue apuñalado en el cuello por Ruiz y fue sepultado en el Cementerio General.[19]

### Víctimas tentativas
- Óscar P., amenazado el 3 de agosto de 2020. Ruiz lo amenazó con un cuchillo de 20 centímetros en la mano y le dijo "Yo he matado a muchas personas antes. ¿Qué pasa si te mato a ti? Usted ni sabe quien soy yo." Óscar P. pudo esquivar el ataque y lo denunció a los Carabineros de Chile.[10]
- Pedro Manuel Bustamante Babbonney (44), atacado el 8 de noviembre de 2020. En la década de 1970 su familia se exilió en Argentina producto de la dictadura militar. Volvieron a Chile en 1980. Tras ser apuñalado junto con su amigo Leónidas Vicente Panez, fue pateado por Diego Ruiz, pero sobrevivió tras recibir cuidado médico del Instituto Nacional Barros Arana. Después de recuperarse, volvió a su situación de calle.[20] Algunos miembros de la prensa lo identificaron incorrectamente como una víctima fallecida.[20]

### Posibles víctimas
Aparte de sus 7 asesinatos confirmados, se están actualmente investigando el involucramiento de Ruiz en otras 20 muertes. Si se confirman estas 20 muertes, Diego Ruiz Restrepo sería considerado el asesino en serie con el número de víctimas más alto en la historia de Chile. Entre ellos:
- Carlos Núñez Valenzuela (46), asesinado el 16 de abril de 2018.[21] Recibió seis puñaladas. Al 2021, el Ministerio Público lo sigue investigando como posible víctima de Diego Ruiz.[3]

## Cuadro clínico
Belisario Valbuena, psicólogo forense que trabaja en perfiles y análisis de conductas criminales, lo describió como una persona con problemas de impulsividad. También dijo que padecía de problemas mentales ya que pasó de un estado a otro, es decir, de cometer hurtos y robos a ejecutar homicidios seriales, lo que se conoce en psicoanálisis y psicología clínica como acting out.
El Ministerio Público ordenó al Servicio Médico Legal efectuar un informe psicológico sobre su persona. El mismo fue realizado y se comprobó que el individuo justificaba los asesinatos «como una pérdida de memoria», un rasgo característico de los psicópatas.